# Tetraktys

Exemplo de um tetraktys.

Um tetraktys (em português, tetráctis) (do grego antigo τετρακτύς) ou tétrade, ou também tetráctis da décade é uma representação pitagórica na forma de um triângulo, denominado "triângulo perfeito". Para os pitagóricos, os números mantinham uma relação direta com a matéria, considerando, por exemplo, o número "um" como um ponto, o "dois" como uma reta, "três" uma superfície e o "quatro" um sólido. As sequência dos pontos nas quatro fileiras formam a representação geométrica do quarto número triangular. Assumindo que 1 + 2 + 3 + 4 = 10, o número "dez" era visto como uma espécie de conjunto de quatro elementos, o "alicerce" das coisas do mundo. Havia quatro estações, e o número também foi associado aos movimentos planetários e à música. O número "dez", de acordo com os pitagóricos, corresponderia a um tetraktys. Como símbolo místico, era muito importante para a adoração secreta do pitagorismo.

## Símbolo pitagórico
1. Os quatro primeiros números representam a musica universalis e o Cosmos :
  1. Unidade - Mônada/Mónade
  2. Poder - Díade - Limitado/Ilimitado (peras/apeiron)
  3. Harmonia - Tríade
  4. Kosmos - Tétrade.[5]
2. A soma dos quatro primeiros números dão 10, que representa uma ordem mais elevada, ou seja a Décade.
3. O Tetraktys simboliza os quatro elementos — fogo, ar, água, terra.
4. O Tetraktys representa a organização do espaço:
  1. a primeira linha representa a kénon, ou seja, vazio ou vácuo, zero dimensões (um ponto)
  2. a segunda linha representa uma dimensão (uma linha definida por dois pontos)
  3. a terceira linha representa duas dimensões (um plano definido por três pontos)
  4. a quarta linha representa três dimensões (um tetraedro definido por quatro pontos).

Uma oração dos pitagóricos mostra a importância do Tetractys (às vezes chamados de "Tétrade Místico"), como a oração era dirigida a ele.
Abençoa-nos, número divino, tu que gerou deuses e homens! Ó santo, santo Tetractys, tu que conténs a raiz e a fonte da eterna criação que flui! Pois o número divino começa com a profunda e pura unidade até chegar ao santo quatro; então, gera a mãe de todos, a toda-compreensiva, toda-abrangente, o primogênito, o inabalável, o incansável dez, a portadora de tudo.
Como parte da religião secreta, os iniciados eram obrigados a fazer um juramento secreto pelo Tetractys. Eles então serviam como novatos por um período de silêncio que durava cinco anos.[carece de fontes?]
O juramento pitagórico também mencionava o Tetractys:
Por esse puro, santo nome de quatro letras no alto,

fonte e suprimento eternos da natureza,
o pai de todas as almas que vivem,

por ele, com juramento fiel, juro por ti.
Diz-se que o sistema musical pitagórico foi baseado nos Tetractys, pois as fileiras podem ser lidas como proporções de 4:3 (quarta perfeita), 3:2 (quinta perfeita), 2:1 (oitava), formando os intervalos básicos das escalas pitagóricas. Ou seja, as escalas pitagóricas são geradas a partir da combinação de quartas puras (em uma relação 4:3), quintas puras (em uma relação 3:2) e as proporções simples do uníssono 1:1 e da oitava 2:1. Observe que o diapasão 2:1 (oitava) e o diapasão mais diapente, 3:1 (quinta composta ou décima segunda perfeita) são intervalos consoantes de acordo com o tetractys da década, mas que o diapasão mais diatessarão, 8:3 (quarta composta ou décima primeira perfeita), não é.
O Tetractys [também conhecido como décade] é um triângulo equilátero formado a partir da sequência dos dez primeiros números alinhados em quatro linhas. É uma ideia matemática e um símbolo metafísico que abrange dentro de si - em forma de semente - os princípios do mundo natural, a harmonia do cosmos, a ascensão ao divino e os mistérios do reino divino. Tão reverenciado era esse símbolo antigo que inspirou filósofos antigos a jurar pelo nome de quem trouxe esse presente para a humanidade.